# Kharosthi
Het Kharoṣṭhī-schrift is een schrift uit de oudheid dat in het antieke Gandhara (voornamelijk het hedendaagse Afghanistan en Pakistan) en India werd gebruikt om er Gandhari Prakrit en Sanskriet in te schrijven. Ook in Centraal-Azië was het een populair schrift. De abugida was vanaf het midden van de 3e eeuw v.Chr. in gebruik, tot het rond de 3e eeuw n.Chr. in het land van oorsprong uitstierf. Het schrift was onder meer in gebruik in Bactrië, het Kushanrijk, Sogdia en langs de zijderoute. Lange tijd was het Kharosthi schrift naast het Brahmi schrift in gebruik, dit zijn waarschijnlijk de oudste schriften van India. In Unicode vanaf versie 4.1.0 wordt het Kharoshti weergegeven in de reeks U+10A00–U+10A5F.

## Beschrijving
Er worden twee typen van Kharosthi onderscheiden, Kharosthi A dat van rechts naar links en Kharosthi B dat van links naar rechts werd geschreven. Kharosthi A kwam veel vaker voor dan Kharosthi B, hoewel schriften van de genoemde regio's die er eeuwen later werden geïntroduceerd van links naar rechts lopen.
De korte /a/ klank is standaard onderdeel van iedere lettergreep, en als andere klinkers gebruikt worden, wordt dit met diakritische tekens aangegeven. De volgorde van de letters van het alfabet is als volgt:
a ra pa ca na la da ba ḍa ṣa va ta ya ṣṭa ka sa ma ga stha ja śva dha śa kha kṣa sta jñā rtha (of ha) bha cha sma hva tsa gha ṭha ṇa pha ska ysa śca ṭa ḍha
Hierdoor is het bekend geworden als het Arabacana-alfabet. In gevonden teksten kunnen variaties voorkomen, zowel in de volgorde van het alfabet als in het aantal tekens ervan.
De volgorde van de klinkers is /a e i o u/, terwijl de gebruikelijke volgorde in schriftsystemen van India /a i u e o/ is. In het Kharosthi wordt er geen onderscheid gemaakt tussen korte en lange klinkers.
Binnen het boeddhisme van Gandhara werd het alfabet gebruikt om een reeks verzen te onthouden die gerelateerd zijn aan het wezen van fenomenen.

## Geschiedenis
Het Kharosthi-schrift is door James Prinsep (1799–1840) ontcijferd. Hierbij gebruikte hij de tweetalige munten van het Indo-Griekse koninkrijk, die zowel tekst in het Grieks als in het Pali bevatten. Deze ontcijfering leidde vervolgens tot de ontcijfering van de Edicten van Ashoka, waarvan enkele in het Kharosthi-schrift waren opgesteld.
Geleerden zijn het er niet over eens, of het Kharosthi-schrift geleidelijk is geëvolueerd, of van een enkele uitvinder. Een analyse van het schrift toont duidelijk een afhankelijkheid van het Aramese alfabet aan, maar met uitvoerige aanpassingen om klanken die in Indiase talen gebruikt worden te ondersteunen. Ook dit Aramese alfabet werd van rechts naar links geschreven, zoals het Kharoṣṭhī A.
De studie van het Kharosthi-schrift kreeg in latere tijden een nieuwe impuls door de ontdekking van de Gandhāran-boeddhistische teksten, berkenbastmanuscripten die waren geschreven in het Kharosthi-schrift en die dicht bij de Afghaanse stad Hadda werden gevonden, ten westen van de Khyberpas in het moderne Pakistan. In 1994 zijn deze manuscripten gedoneerd aan het British Library. De gehele verzameling manuscripten dateert uit de 1e eeuw n.Chr., waarmee het de tot dusver oudste boeddhistische geschriften zijn die ooit zijn ontdekt.